# 5a edició dels Premis Mestre Mateo
La 5a edició dels premis Mestre Mateo fou celebrada el 9 de maig de 2007 per guardonar les produccions audiovisuals de Galícia del 2006. Durant la cerimònia, l'Academia Galega do Audiovisual va presentar els Premis Mestre Mateo en 25 categories. La cerimònia es va celebrar al Teatro Colón de la Corunya i els presentadors de la gala foren els actors Manuel Manquiña i Antonio Durán "Morris". La producció Un franco, 14 pesetas fou la més votada.

## Premis

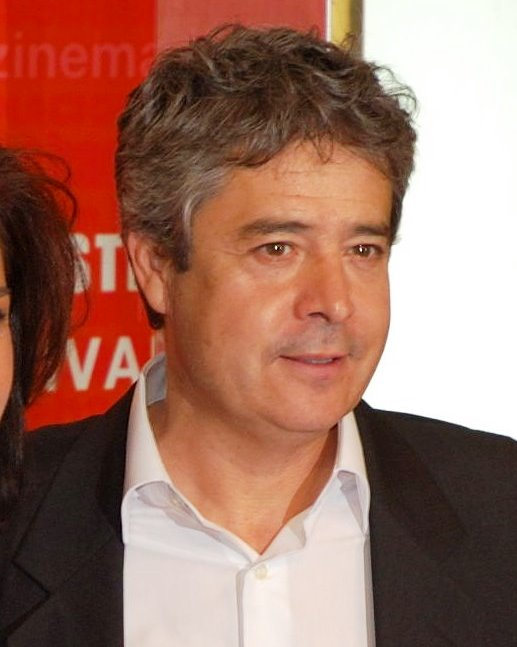
Carlos Iglesias, millor director.

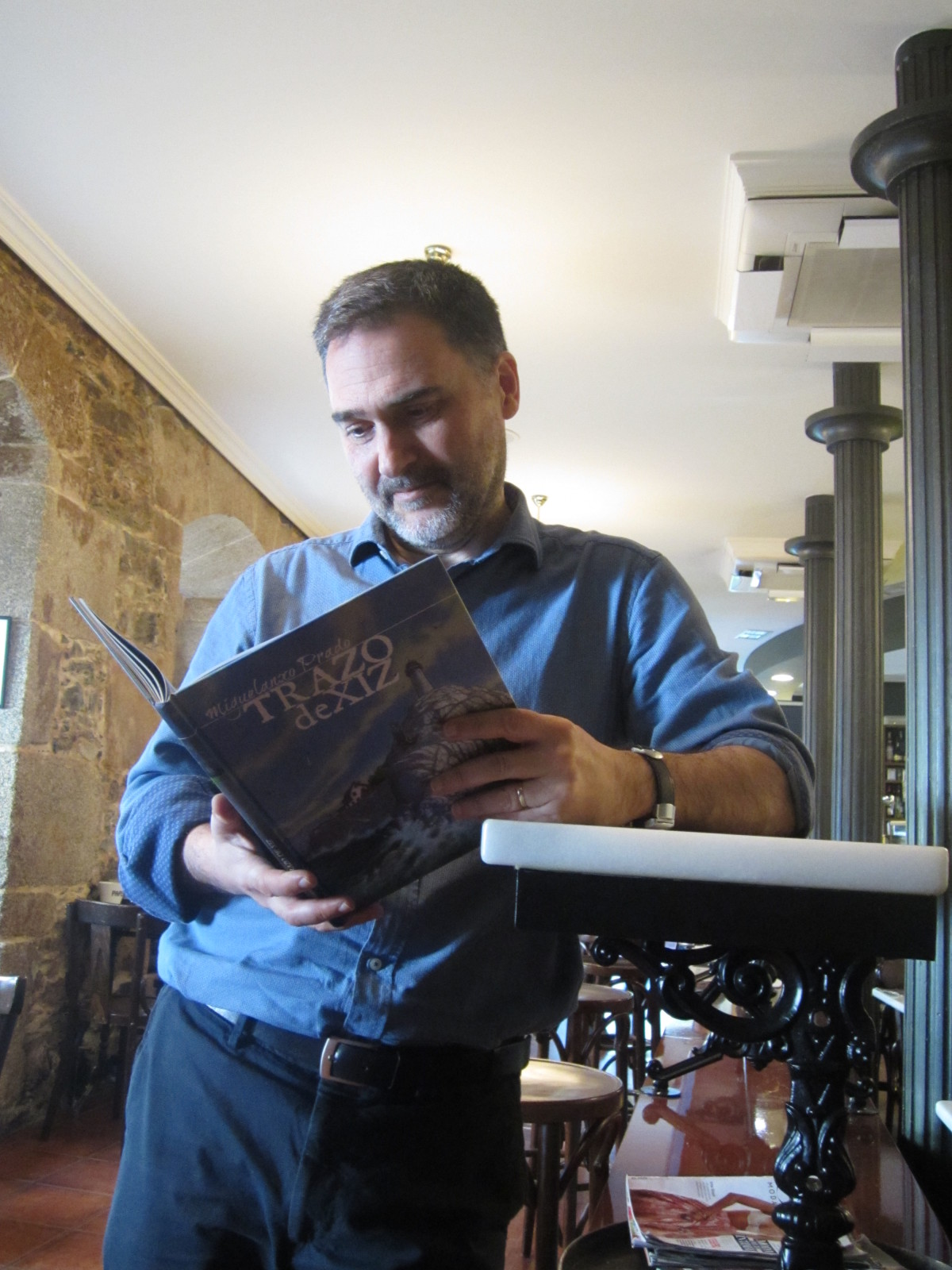
Miguelanxo Prado, millor director.

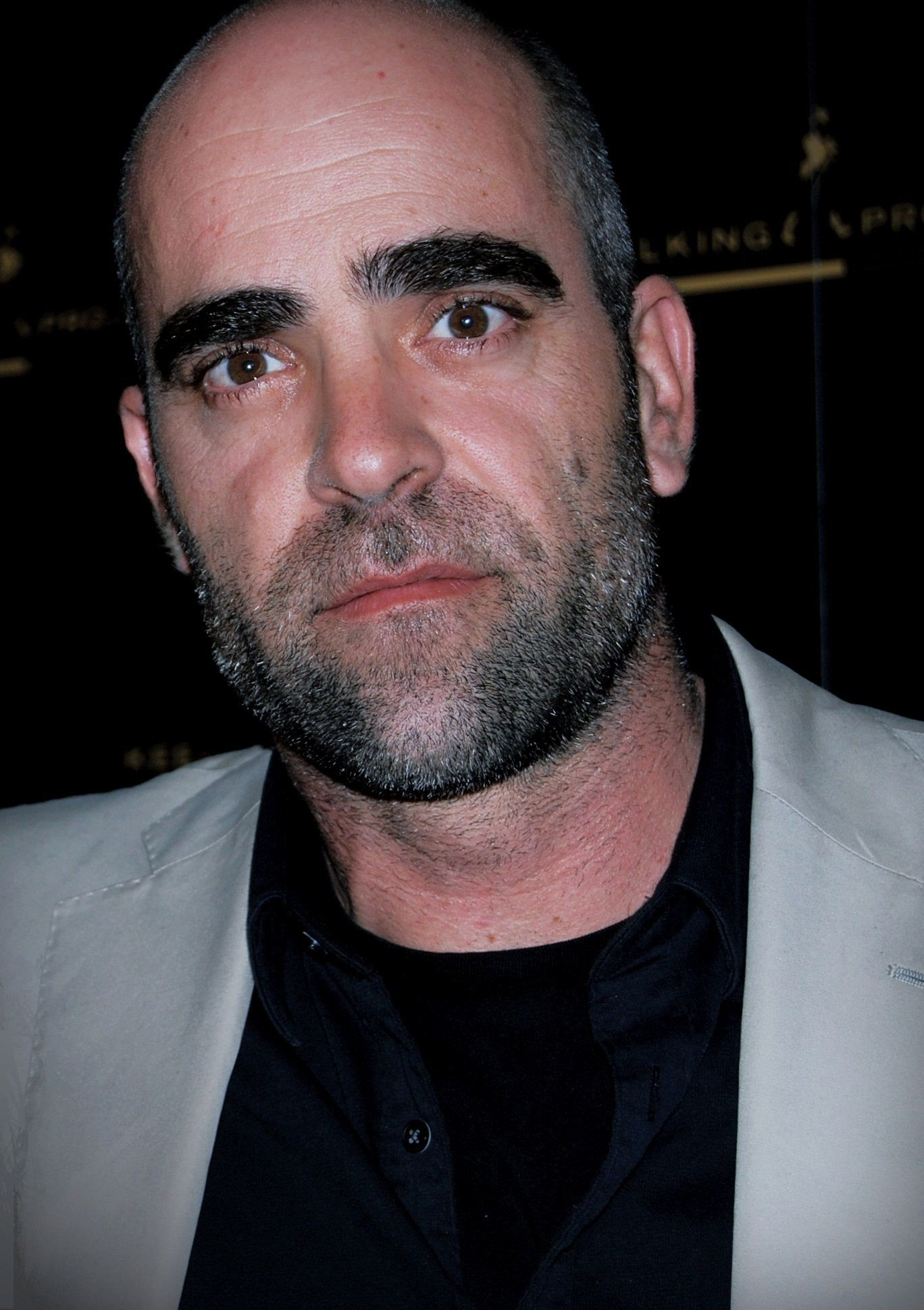
Luís Tosar, millor actor.

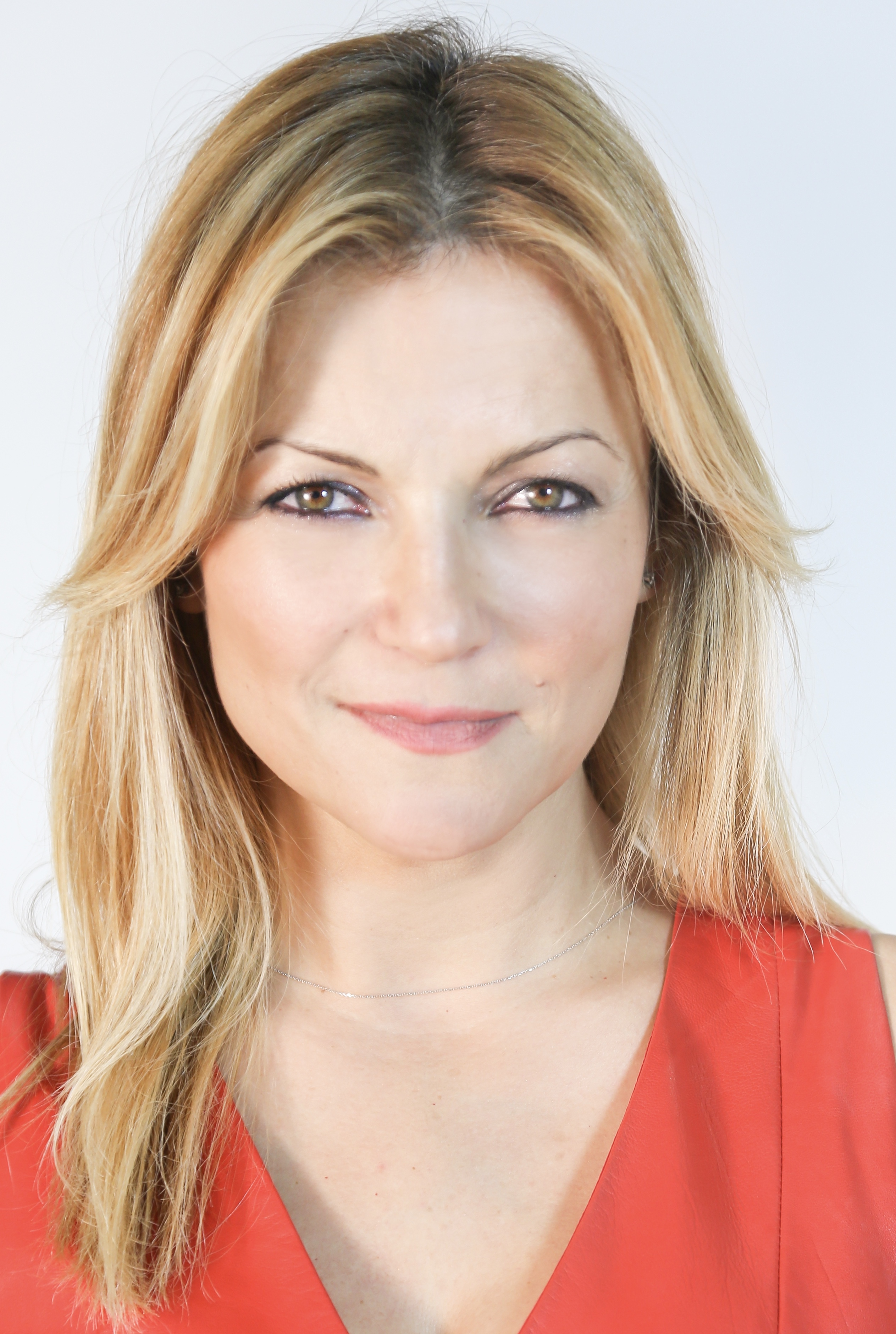
Isabel Blanco, millor actriu.

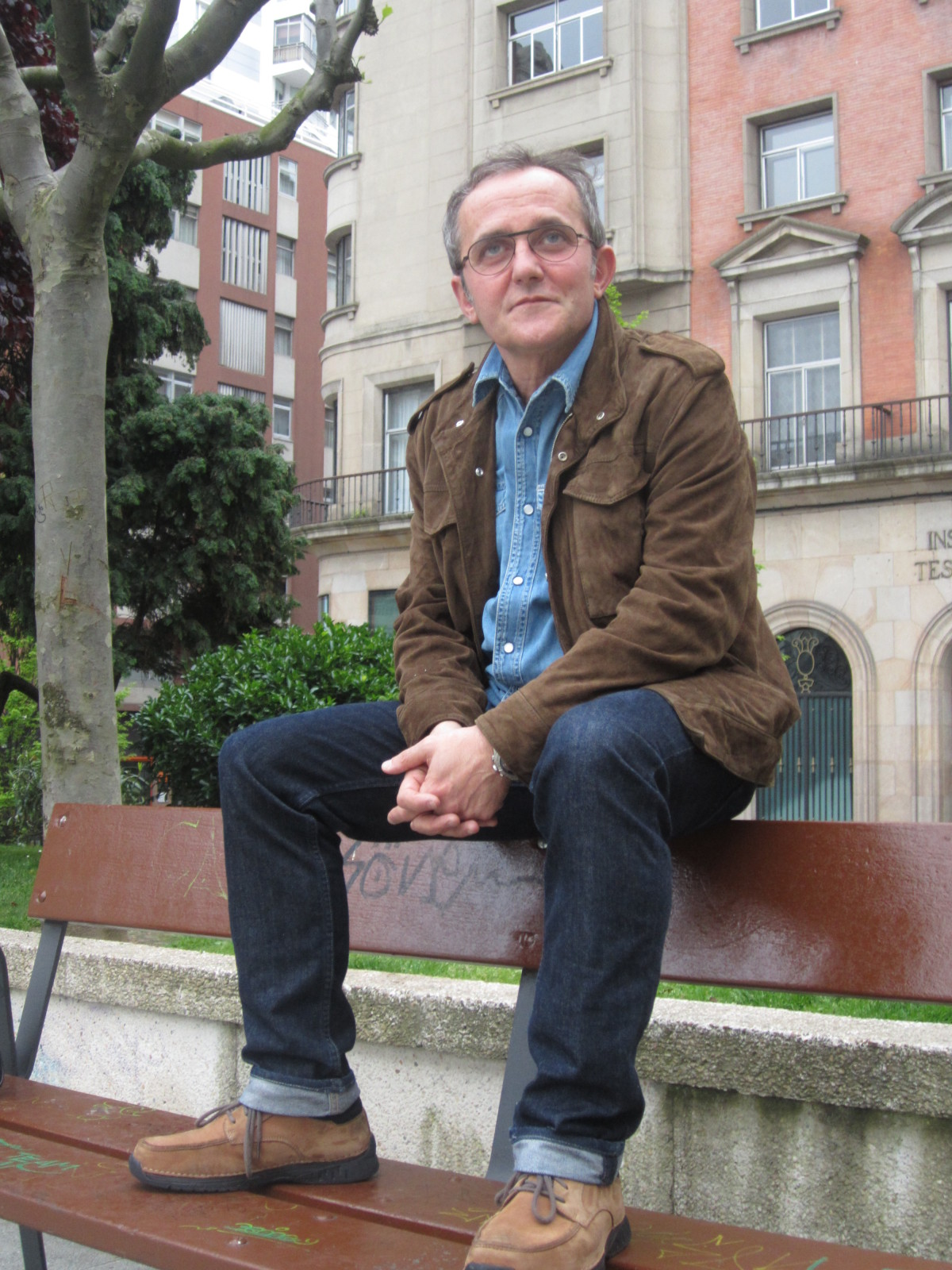
Antonio Durán "Morris", millor actor secundari.

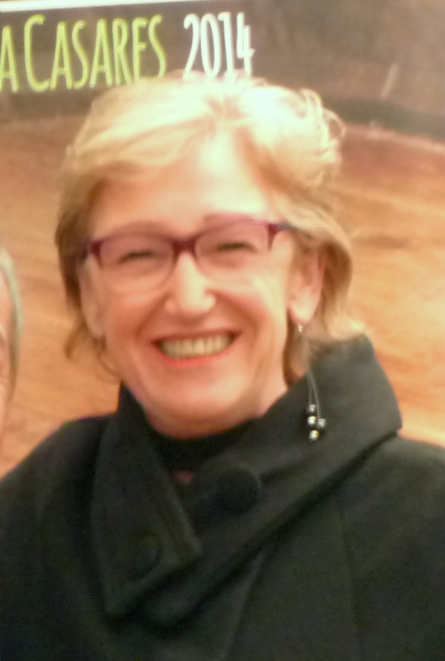
Rosa Álvarez, millor actriu secundària.

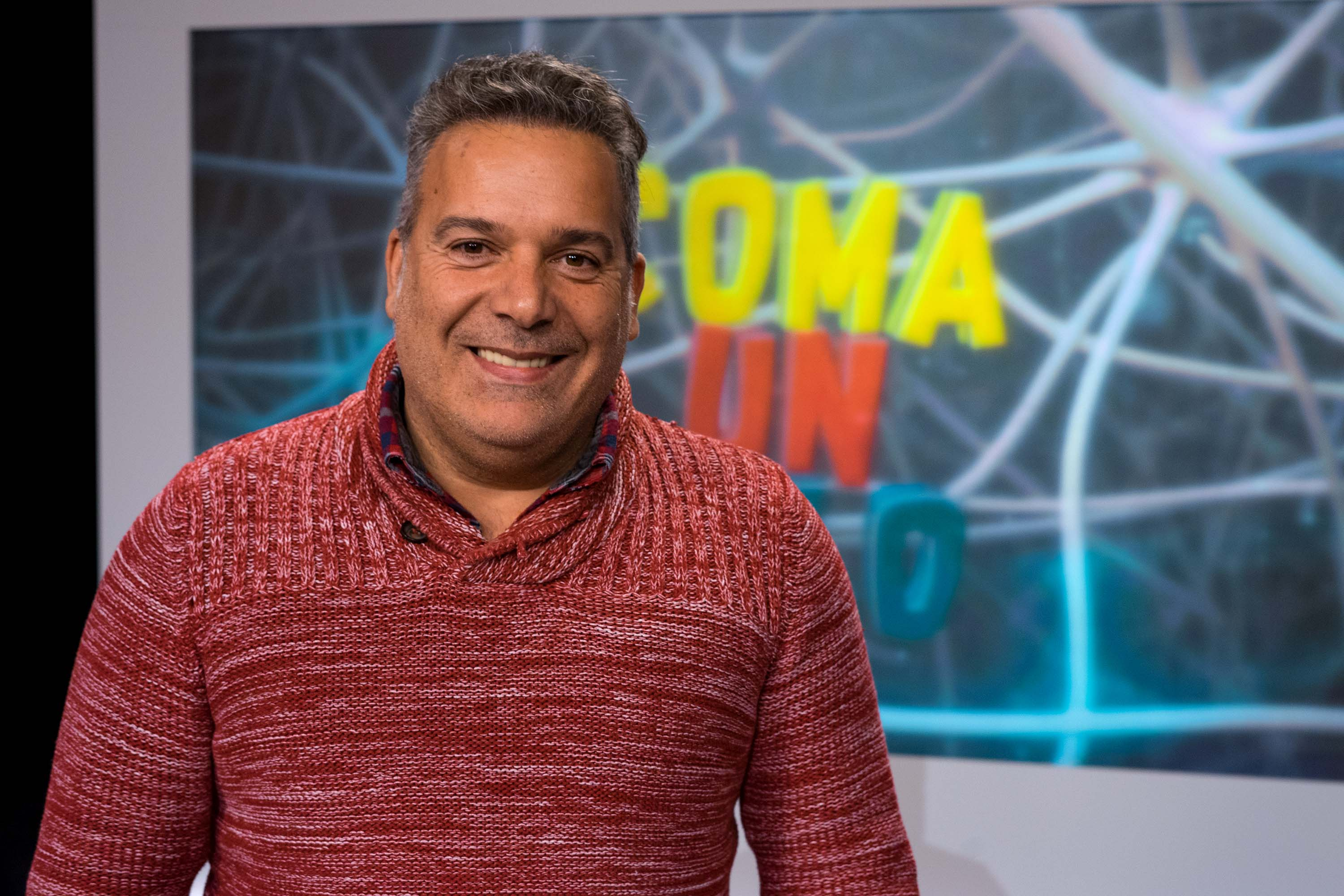
Paco Lodeiro, millor comunicador.

Es van entregar un total de 25 premis en distintes categoriess, entreles 107 obres i professionals nominats. El gran guanyador d'aquesta edició fou Un franco, 14 pesetas, que va acaparar 6 premis de les 15 categories a les que estava que estava nominat. La segona candidata en número de nomenaments fou la pel·lícula d'animació De profundis, que finalment obtindria 3 guardons.
Els guanyadors són els que apareixen en primer lloc i destacats en negreta.
| Millor pel·lícula | Millor director |
| --- | --- |
| - Un franco, 14 pesetas – Adivina Producciones i Drive Cine - De profundis – Continental, Desembarco Producións i Zeppelin Filmes - De bares – Voz Audiovisual S.A. i Matriuska Producciones S.L. - Mia Sarah – Formato Producciones S.L.                                      | - Carlos Iglesias – Un franco, 14 pesetas Miguelanxo Prado – De profundis - Sonia Barros – A casa de 1906 - Mario Iglesias – De bares |
| Millor actor | Millor actriu |
| - Luís Tosar – Cargo - Carlos Iglesias – Un franco, 14 pesetas - Daniel Brühl – Cargo - Evaristo Calvo – A biblioteca da iguana | - Isabel Blanco – Un franco, 14 pesetas - Mela Casal – A vida por diante - Belén Constenla – A vida por diante - Neve de Medina – Un franco, 14 pesetas |
| Millor actor secundari | Millor actriu secundària |
| - Antonio Durán "Morris" – O partido - Miguel de Lira – Un franco, 14 pesetas - Santi Prego – De bares - Víctor Mosquera – A vida por diante | - Rosa Álvarez – De bares - Marta Larralde – Días azuis - Feli Manzano – Un franco, 14 pesetas - Olalla Salgado –A vida por diante - María Salgueiro –A vida por diante |
| Millor guió | Millor realitzador |
| - Un franco, 14 pesetas – Carlos Iglesias - De bares – Mario Iglesias - De profundis – Miguelanxo Prado - A casa de 1906 – Sonia Barros i Xosé Morais | - A vida por diante – Carlos Sedes i Manuel A. Espiñeira - A casa de 1906 – Beatriz del Monte - Hai debate – Rubén García-Loureda Díaz - Alalá – Senén Bernárdez |
| Millor film de televisió | Millor documental |
| - O partido – Vaca Films Studio S.L. - A Atlántida – Formato Producciones S.L. - A biblioteca da iguana – Ficción Producciones - Omar Martínez – Adivina Producciones, Nadie es perfecto i Just Films                                                                          | - 2050 – TV Siete - O barco da memoria – SAGATV S.L. - A dedo. Historias de autoestopistas – Directo - Linatakalam – IbisaTV S.L. - Lume e fume – Bren Entertainment S.A. |
| Millor sèrie de televisió | Millor programa de televisió |
| - A vida por diante – Voz Audiovisual S.A. - 25 anos de autonomía – Centro Territorial de Televisión Española en Galicia - Libro de familia – Editorial Compostela S.A. - Pepe o inglés – CTV S.A.                                                                             | - A casa de 1906 – Filmanova S.L. i Continental Producciones - Alalá – TVG - Onda curta – TVG - Planeta cine – TVG |
| Millor direcció de producció | Millor direcció artística |
| - Jesús Alonso –Un franco, 14 pesetas - Carlos Amoedo – A casa de 1906 - Ana Míguez – A vida por diante - Álvaro Ron i Pablo Atienza – Mia Sarah | - Curru Garabal – Mia Sarah - Enrique Fayanás – Un franco, 14 pesetas - Miguelanxo Prado – De profundis - Marta Villar e Ángel Amaro – A casa de 1906 |
| Millor comunicador de televisió | Millor muntatge |
| - Paco Lodeiro – Cifras e letras - Pilar García Rego – Alalá - Mayte Cabezas – A revista fin de semana - Manolo Romón – Libro aberto | - De bares – Mario Iglesias - Un franco, 14 pesetas – Luisma del Valle - A vida por diante – Marisol Torreiro i Julia Juanatey - A casa de 1906 – Toño López - De profundis – Miguelanxo Prado |
| Millor banda sonora | Millor so |
| - De profundis – Nani García - Un franco, 14 pesetas – Mario de Benito - Siempre Habana – Pablo Milanés, Milladoiro i Miguel Núñez - Cargo – Sergio Moure i Stepehn Warbeck - Pepe o inglés – Piti Sanz                                                                        | - De profundis – Nani García i Javier Ferreiro - A vida por diante – Fran Arcay, Alfonso Couceiro i Víctor Seixo - A casa de 1906 – Martiño Lois i Caludio Canedo - Mia Sarah – Pablo Beade i Carlos Mouriño                                                                                             |
| Millor fotografia | Millor maquillatge i pentinat |
| - O partido – Ricky Morgade - A biblioteca da iguana – Alberto Goitia - De profundis – Miguelanxo Prado - A vida por diante – Ana Míguez | - Un franco, 14 pesetas – Sara Márquez i Óscar Aramburu - Libro de familia – Lorena Calvo, Fani Mosquera, Ana Muíño i Marián Sánchez - Días azuis – Raquel Fidalgo - De bares – Raquel Fidalgo i Elena Gottig                                                                                            |
| Millor producció interactiva | Millor producció de publicitat |
| - www.deprofundislapelicula.com – Interacción e Continental - Catálogo de realizadores 20061906.com www.acasade1906.com] – A Fraga Maldita S.L. - www.acasade1906.com – Continental Producciones s.l., Filmanova s.l. e Diego Delgado - www.rosaliadecastro.org – Desoños S.L. | - Las noticias del guiñol – Algarabía animación - Cabreiroá, a auga da terra de auga – Continental i Cabreiroá - Galicia calidade – Lúa Films I.A.C.E. S.L. - Hesperia gran hotel La Toja – Pórtico de comunicaciones S.L. - Un camiño de estrelas, unha cidade de cine – Ficción Producciones i INCOLSA |
| Millor curtmetratge | Millor curtametratge d'animació |
| - Cicatrices – Mr. misto Films - S.O.S. – Antonio Mourelos - Bos días – Daniel de la Torre Alvaredo - Bechos raros – Ficción Producciones i INCOLSA | - A bruxa catuxa – Grándola Nova - O globo animado – Produccións Zopìlote S.L. - O ladrón de bonecas – Matriuska Producciones S.L. - A promesa – Plan Audiovisual, Concello de Boiro |
| Millor disseny de vestuari | |
| - A casa de 1906 – Ana López - Días azuis – Marta Anta - Un franco, 14 pesetas – José María de Cossío i Puy Uche - Mia Sarah – Margaret Watty - Libro de familia – María Fandiño                                                                                               | |